# کارلسباد (بادن)
کارلسباد (به آلمانی: Karlsbad) یک شهر در آلمان است که در Karlsruhe واقع شده‌است. کارلسباد ۱۶٬۱۱۸ نفر جمعیت دارد.